# Winchester (CDP, New Hampshire)
Winchester CDP ist ein Census-designated place (CDP) in der Town of Winchester im Cheshire County im US-Bundesstaat New Hampshire. Die Volkszählung von 2020 erfasste 1.606 Einwohner. Der CDP wurde im Jahr 2002 erstmals vom Census definiert. In ihm liegt der Kernort der Town of Winchester.

## Lage
Der Ort liegt bei den Koordinaten 42° 46' 36.97" Nord und 72° 23' 6.19" West auf einer Höhe von 136 Metern über dem Meeresspiegel am Ashuelot River. Die 7,73 km² große Fläche des Gebietes setzt sich zusammen aus 7,71 km² Land- und 0,02 km² Wasserfläche. Im CDP kreuzen sich die New Hampshire Routes NH-10 und NH-119. Die NH-78 führt von hier zur Grenze von Massachusetts und weiter nach Warwick. Die Bahnstrecke East Northfield–Keene ist stillgelegt. Auf der Trasse verläuft der Ashuelot Rail Trail.